# 周懿王
周懿王（约前937年—约前892年），姬姓，名囏，西周第七代天子，諡號懿王。
《史記》記載懿王時期，周朝開始衰落，有人寫詩諷刺他。《竹書紀年》記載：「懿王元年，天再旦於鄭」，指的是周懿王元年，在一天之內，接連出現兩次天亮的現象，當時在陝西華縣的鄭國一帶可見到這個奇景。此後，周㦤王便有遷都打算，由鎬京遷到犬丘為新都稱槐里。
夏商周断代工程把懿王在位時間定為前899年至前892年，《太平御覽》引《史記》云「懿王在位二十五年」。據白川靜的西周斷代銘器分類結果，懿王在位時間有15年以上。

## 陵墓
据传周懿王葬于今陕西省兴平市境内，一说周懿王墓在河南省荥阳市贾峪镇槐林村南。